# Wild Hog in the Red Brush
Wild Hog in the Red Brush — (рус. Дикий боров в красном кустарнике) — студийный альбом американского исполнителя блюграсса и кантри Джона Хартфорда, выпущенный в 1996 году.

## Об альбоме
Wild Hog in the Red Brush записан на студии Eleven-O-Three Studio, расположенной в Нашвилле, штат Теннесси.
Мы предварительно записали альбом мелодий, которых мы не слышали прежде, назвав его Wild Hog in the Red Brush. Мы использовали специальный подход в записи альбома, принёсший нам успех в создании этой музыкальной коллекции.

## Список композиций
- «Squirrel Hunters» — 2:28
- «Birdie» — 2:25
- «Grandmammy Look at Uncle Sam» — 3:06
- «Old Virginia Reel» — 2:41
- «Flannery’s Dream» — 3:41
- «Down at the Mouth of Old Stinson» — 1:58
- «The Girl with the Blue Dress On» — 2:33
- «Wild Hog in the Red Brush» — 2:40
- «Over the Road to Maysville» — 4:13
- «Bumble Bee in a Jug» — 2:26
- «Bostony» — 2:40
- «Shelvin’ Rock» — 3:26
- «Molly Put the Kettle On» — 1:56
- «West Fork Gals» — 2:36
- «Portsmouth Airs» — 2:23
- «Coquette» — 2:09
- «Jimmy in the Swamp» — 2:41
- «Lady of the Lake» — 2:54
- «Natchez Under the Hill» — 2:42

## В записи приняли участие
- Джон Хартфорд — скрипка
- Боб Карлин — банджо
- Майк Комптон — мандолина
- Ронни Маккури — гитара
- Джерри Маккури — бас

### Производство
- Сопродюсеры — Джон Хартфорд и Боб Карлин
- Инженер и работа над миксами — Марк Хофард и Ханк Тилбьюри
- Мастер — Дэвид Глессер и Боб Карлин
- Администратор гастролей артистов — Джерри Маккури
- Струнные инструменты оркестра — D’Addario
- Дизайн шляпы, использованной на фотографии к альбому — Рой Лангенберг
- Фотография — Стив Гебхардт
- Арт-дирекция — Джон Хартфорд и Луан Прайс Ховард
- Примечания — Джон Хартфорд